# Atylus atlassovi
Atylus atlassovi är en kräftdjursart som först beskrevs av Gurjanova 1951.  Atylus atlassovi ingår i släktet Atylus och familjen Dexaminidae. Inga underarter finns listade i Catalogue of Life.